# Cerro de Ramón
Cerro de Ramón är ett berg i Chile.   Det ligger i provinsen Provincia de Santiago och regionen Región Metropolitana de Santiago, i den södra delen av landet, 20 km öster om huvudstaden Santiago de Chile. Toppen på Cerro de Ramón är 3 141 meter över havet.
Terrängen runt Cerro de Ramón är huvudsakligen mycket bergig. Runt Cerro de Ramón är det mycket glesbefolkat, med 2 invånare per kvadratkilometer.. Närmaste större samhälle är Santiago de Chile, 19,6 km väster om Cerro de Ramón.
Omgivningarna runt Cerro de Ramón är i huvudsak ett öppet busklandskap.